# 73. BAFTA-gála
A 73. BAFTA-gálát 2020. február 2-án tartotta meg a Brit Film- és Televíziós Akadémia a Royal Albert Hallban, amelynek keretében kiosztották az akadémia filmdíjait az Egyesült Királyságban 2019-ben bemutatott és az akadémia tagjai által legjobbnak tartott filmek és alkotóik részére. A jelöltek névsorát 2020. január 7-én hozták nyilvánosságra. A legtöbb kategóriában, szám szerint tizenegyben a Joker kapott jelölést. A rendezvény házigazdájának Graham Norton brit televíziós és rádiós személyiséget kérték fel. Ebben az évben új kategóriaként a legjobb szereposztás díjában is osztottak ki elismerést.
A legtöbb - szám szerint hét - díjat az 1917  című film nyerte. Graham Norton a jelöltekkel kapcsolatban elmondta, hogy ez az az év, amikor a fehér férfiak végre áttörést értek el, míg a legjobb férfi főszereplőnek járó díjat átvevő Joaquin Phoenix beszédében bírálta a BAFTA-t és a filmipar szisztematikus rasszizmusát.
A díjátadó gálaestet először rendezték meg a környezetvédelem jegyében.

## A BAFTA filmdíjai

### Díjazottak és jelöltek
A nyertesek a táblázat első sorában, félkövérrel vannak jelölve.
| Legjobb film | Legjobb rendező |
| --- | --- |
| - 1917 – Pippa Harris, Callum McDougall, Sam Mendes és Jayne-Ann Tenggren - Az ír – Robert De Niro, Jane Rosenthal, Martin Scorsese és Emma Tillinger Koskoff - Joker – Bradley Cooper, Todd Phillips, és Emma Tillinger Koskoff - Volt egyszer egy Hollywood – David Heyman, Shannon McIntosh és Quentin Tarantino - Élősködők – Pong Dzsunho (봉준호, Bong Joon-ho) és Kvak Sine (곽신애, Kwak Sin-ae)                                                                                        | - Sam Mendes – 1917 - Pong Dzsunho (봉준호, Bong Joon-ho) – Élősködők - Todd Phillips – Joker - Martin Scorsese – Az ír - Quentin Tarantino – Volt egyszer egy Hollywood |
| Legjobb férfi főszereplő | Legjobb női főszereplő |
| - Joaquin Phoenix – Joker mint Arthur Fleck / Joker - Leonardo DiCaprio – Volt egyszer egy Hollywood mint Rick Dalton - Adam Driver – Házassági történet mint Charlie Barber - Taron Egerton – Rocketman mint Elton John - Jonathan Pryce – A két pápa mint Jorge Mario Bergoglio bíboros | - Renée Zellweger – Judy mint Judy Garland - Jessie Buckley – Vadrózsa mint Rose-Lynn Harlan - Scarlett Johansson – Házassági történet mint Nicole Barber - Saoirse Ronan – Kisasszonyok mint Josephine "Jo" March - Charlize Theron – Botrány mint Megyn Kelly |
| Legjobb férfi mellékszereplő | Legjobb női mellékszereplő |
| - Brad Pitt – Volt egyszer egy Hollywood mint Cliff Booth - Tom Hanks – Egy kivételes barát mint Fred Rogers - Anthony Hopkins – A két pápa mint XVI. Benedek pápa - Al Pacino – Az ír mint Jimmy Hoffa - Joe Pesci – Az ír mint Russell Bufalino | - Laura Dern – Házassági történet mint Nora Fanshaw - Scarlett Johansson – Jojo Nyuszi mint Rosie Betzler - Florence Pugh – Kisasszonyok mint Amy March - Margot Robbie – Botrány mint Kayla Pospisil - Margot Robbie – Volt egyszer egy Hollywood mint Sharon Tate |
| Legjobb eredeti forgatókönyv | Legjobb adaptált forgatókönyv |
| - Han Dzsinvon (한진원, Han Jin-won) és Pong Dzsunho (봉준호, Bong Joon-ho) – Élősködők - Noah Baumbach – Házassági történet - Susanna Fogel, Emily Halpern, Sarah Haskins és Katie Silberman – Éretlenségi - Rian Johnson – Tőrbe ejtve - Quentin Tarantino – Volt egyszer egy Hollywood | - Taika Waititi – Jojo Nyuszi - Anthony McCarten – A két pápa - Greta Gerwig – Kisasszonyok - Todd Phillips és Scott Silver – Joker - Steven Zaillian – Az ír |
| Legjobb operatőr | Legjobb debütálás (brit forgatókönyvíró, filmrendező vagy producer) |
| - 1917 – Roger Deakins - Az ír – Rodrigo Prieto - Joker – Lawrence Sher - Az aszfalt királyai – Phedon Papamichael - A világítótorony – Jarin Blaschke | - Mark Jenkin (író/rendező) és Kate Byers, Lynn Waite (producerek) – Bait - Waad Al-Khateab (rendező/producer) és Edward Watts (rendező) – Kislányomnak, Sama-nak - Alex Holmes (rendező) – Szűzkéz (Maiden) - Harry Wootliff (író/rendező) – Csak te - Alvaro Delgado-Aparicio (író/rendező) – Retablo |
| Kiemelkedő brit film | Legjobb dokumentumfilm |
| - 1917 – Sam Mendes, Pippa Harris, Jayne-Ann Tenggren, Callum McDougall, és Krysty Wilson-Cairns - Bait – Mark Jenkin, Kate Byers, és Linn Waite - Kislányomnak, Sama-nak – Waad Al-Khateab és Edward Watts - Rocketman – Dexter Fletcher, Adam Bohling, David Furnish, David Reid, Matthew Vaughn, és Lee Hall - Sajnáljuk, nem találtuk otthon – Ken Loach, Rebecca O'Brien, és Paul Laverty - A két pápa – Fernando Meirelles, Jonathan Eirich, Dan Lin, Tracey Seaward, és Anthony McCarten | - Kislányomnak, Sama-nak – Waad Al-Khateab és Edward Watts - Az amerikai gyáregység – Steven Bognar és Julia Reichert - Apollo 11 – Todd Douglas Miller - Diego Maradona – Asif Kapadia - A Cambridge Analytica sztori – Karim Amer és Jehane Noujaim |
| Legjobb filmzene | Legjobb hang |
| - Joker – Hildur Guðnadóttir - 1917 – Thomas Newman - Jojo Nyuszi – Michael Giacchino - Kisasszonyok – Alexandre Desplat - Star Wars IX. rész – Skywalker kora – John Williams | - 1917 – Scott Millan, Oliver Tarney, Rachael Tate, Mark Taylor és Stuart Wilson - Joker – Todd Maitland, Alan Robert Murray, Tom Ozanich és Dean Zupancic - Az aszfalt királyai – David Giammarco, Paul Massey, Steven A. Morrow és Donald Sylvester - Rocketman – Matthew Collinge, John Hayes, Mike Prestwood Smith és Danny Sheehan - Star Wars IX. rész – Skywalker kora – David Acord, Andy Nelson, Christopher Scarabosio, Stuart Wilson és Matthew Wood |
| Legjobb díszlet | Legjobb vizuális effektek |
| - 1917 – Dennis Gassner és Lee Sandales - Az ír – Bob Shaw és Regina Graves - Jojo Nyuszi – Ra Vincent és Nora Sopková - Joker – Mark Friedberg és Kris Moran - Volt egyszer egy Hollywood – Barbara Ling és Nancy Haigh | - 1917 – Greg Butler, Guillaume Rocheron, és Dominic Tuohy - Bosszúállók: Végjáték – Dan DeLeeuw és Dan Sudick - Az ír – Leandro Estebecorena, Stephane Grabli és Pablo Helman - Az oroszlánkirály – Andrew R. Jones, Robert Legato, Elliot Newman és Adam Valdez - Star Wars IX. rész – Skywalker kora – Roger Guyett, Paul Kavanagh, Neal Scanlan és Dominic Tuohy                                                                                            |
| Legjobb jelmeztervezés | Legjobb smink |
| - Kisasszonyok – Jacqueline Durran - Az ír – Christopher Peterson és Sandy Powell - Jojo Nyuszi – Mayes C. Rubeo - Judy – Jany Temime - Volt egyszer egy Hollywood – Arianne Phillips | - Botrány – Vivian Baker, Kazu Hiro, és Anne Morgan - 1917 – Naomi Donne - Joker – Kay Georgiou és Nicki Ledermann - Judy – Jeremy Woodhead - Rocketman – Lizzie Yianni Georgiou |
| Legjobb vágás | Legjobb nem angol nyelvű film |
| - Az aszfalt királyai – Michael McCusker és Andrew Buckland - Az ír – Thelma Schoonmaker - Jojo Nyuszi – Tom Eagles - Joker – Jeff Groth - Volt egyszer egy Hollywood – Fred Raskin | - Élősködők – Pong Dzsunho (봉준호, Bong Joon-ho) - A búcsú – Lulu Wang és Daniele Melia - Kislányomnak, Sama-nak – Waad Al-Khateab és Edward Watts - Fájdalom és dicsőség – Pedro Almodóvar és Agustín Almodóvar - Portré a lángoló fiatal lányról – Céline Sciamma és Bénédicte Couvreur |
| Legjobb animációs film | Legjobb brit animációs rövidfilm |
| - Klaus – A karácsony titkos története – Sergio Pablos és Jinko Gotoh - Jégvarázs 2. – Chris Buck, Jennifer Lee, és Peter Del Vecho - Shaun, a bárány és a farmonkívüli – Will Becher, Richard Phelan, és Paul Kewley - Toy Story 4. – Josh Cooley és Mark Nielsen | - Granddad Was A Romantic. – Maryam Mohajer - In Her Boots – Kathrin Steinbacher - The Magic Boat – Naaman Azhari és Lilia Laurel |
| Legjobb brit rövidfilm | Legjobb szereposztás |
| - Learning to Skate In a Warzone (If You're a Girl) – Carol Dysinger és Elena Andreicheva - Azaar – Myriam Raja és Nathanael Baring - Goldfish – Hector Dockrill, Harri Kamalanathan, Benedict Turnbull, és Laura Dockrill - Kamali – Sasha Rainbow és Rosalind Croad - The Trap – Lena Headey és Anthony Fitzgerald | - Joker – Shayna Markowitz - Házassági történet – Douglas Aibel, Francine Maisler - Volt egyszer egy Hollywood – Victoria Thomas - David Copperfield rendkívüli élete – Sarah Crowe - A két pápa – Nina Gold |
| EE Rising Star Award (a közönség szavazata alapján) | |
| - Micheal Ward - Awkwafina - Jack Lowden - Kaitlyn Dever - Kelvin Harrison Jr. | |

### BAFTA Akadémiai tagság
- Kathleen Kennedy[9]

### Kiemelkedő brit hozzájárulás a mozifilmekhez
- Andy Serkis[10]

## Többszörös jelölések és elismerések
| Jelölés | Díj | Cím                                 |
| ------- | --- | ----------------------------------- |
| 11      | 3   | Joker                               |
| 10      | 0   | Az ír                               |
| 10      | 1   | Volt egyszer egy Hollywood          |
| 9       | 7   | 1917                                |
| 6       | 1   | Jojo Nyuszi                         |
| 5       | 0   | A két pápa                          |
| 5       | 1   | Házassági történet                  |
| 5       | 1   | Kisasszonyok                        |
| 4       | 2   | Élősködők                           |
| 4       | 1   | Kislányomnak, Sama-nak              |
| 4       | 0   | Rocketman                           |
| 3       | 1   | Az aszfalt királyai                 |
| 3       | 1   | Botrány                             |
| 3       | 0   | Star Wars IX. rész – Skywalker kora |
| 2       | 1   | Bait                                |
| 2       | 1   | Judy                                |